# Christiane de Casteras
Christiane de Casteras, née à Bordeaux le 20 mars 1925 et morte le 1er septembre 2009 à Paris 15e, est une peintre féministe française. Elle est présidente de l'Union des femmes peintres et sculpteurs et fondatrice de l'association Dialogue,,.

## Biographie
Christiane de Casteras, née à Bordeaux de père cheminot et peintre, se marie jeune à un avocat, avec qui elle a une fille. Après une jeunesse tranquille, ses valeurs sont plutôt traditionnelles, tournées vers la famille, ce qui ne l'empêche pas de s'engager à promouvoir les artistes femmes. Elle s'investit de plus en plus dans l'Union des femmes peintres et sculpteurs, elle en obtient le prix de peinture en 1960 et en devient présidente dans les années 1970.  À partir de 1975, Christiane de Casteras se détache de cette association pour en fonder une autre, plus contemporaine des créatrices de sa génération, Dialogue (Féminie-Dialogue), où elle reste engagée pendant une vingtaine d'années. 
« Ces mouvements de femmes faisaient des choses féministes. Je défends la qualité des œuvres des femmes, mais je ne dis pas les hommes dehors, je ne suis pas lesbienne, et je défends les femmes, car elles ont besoin d’être défendues. Il y avait 20 % de femmes dans un salon et c’était terminé. » (février 1998)

## Œuvre
Ses œuvres mettent en scène des éléments de la vie des femmes, par exemple la grossesse. Elle réalise avec Andrée Marquet une de ses œuvres les plus connues La Grand-mère en 1977, sculpture souple (en textile) d'une grand-mère assise dans une posture lasse et silencieuse. D'autres sculptures souples suivent, plus engagées, comme La Guerre, L'Enfant tué ou Le Manteau de Flora Tristan.